# Buchnera cryptocephala
Buchnera cryptocephala là loài thực vật có hoa thuộc họ Cỏ chổi. Loài này được (Baker) Philcox mô tả khoa học đầu tiên năm 1985.